# Ivica (Bugojno, BiH)
Ivica naseljeno mjesto u općini Bugojno, Federacija Bosne i Hercegovine, BiH.
Nalazi se na oko 1000 metara nadmorske visine, u južnom dijelu općine.

## Stanovništvo

### 1991.
Nacionalni sastav stanovništva 1991. godine, bio je sljedeći:
ukupno: 86
- Muslimani - 86 (100%)

### 2013.
Nacionalni sastav stanovništva 2013. godine, bio je sljedeći:
ukupno: 8
- Bošnjaci - 8 (100%)